# Cornelis Wijdenes Spaans (1839-1925)
Cornelis Wijdenes Spaans (1839 – 1925) was een Nederlands politicus. Hij werd geboren als Cornelis Spaans, maar bij Koninklijk Besluit van 9 september 1879 werd hem met al zijn nakomelingen de geslachtsnaam "Wijdenes Spaans" verleend.
Wijdenes Spaans was veehouder in Lambertschaag. Na 1865 verhuisde hij naar Avenhorn. Van 1902 tot 1918 was hij burgemeester van deze plaats annex gemeente.
Zijn vader Pieter Jacobsz. Spaans was eerder eveneens burgemeester van Avenhorn. Zijn zoon Cornelis Wijdenes Spaans (1869-1943) was burgemeester van Anna Paulowna.